# Semmelweis Orvostörténeti Múzeum

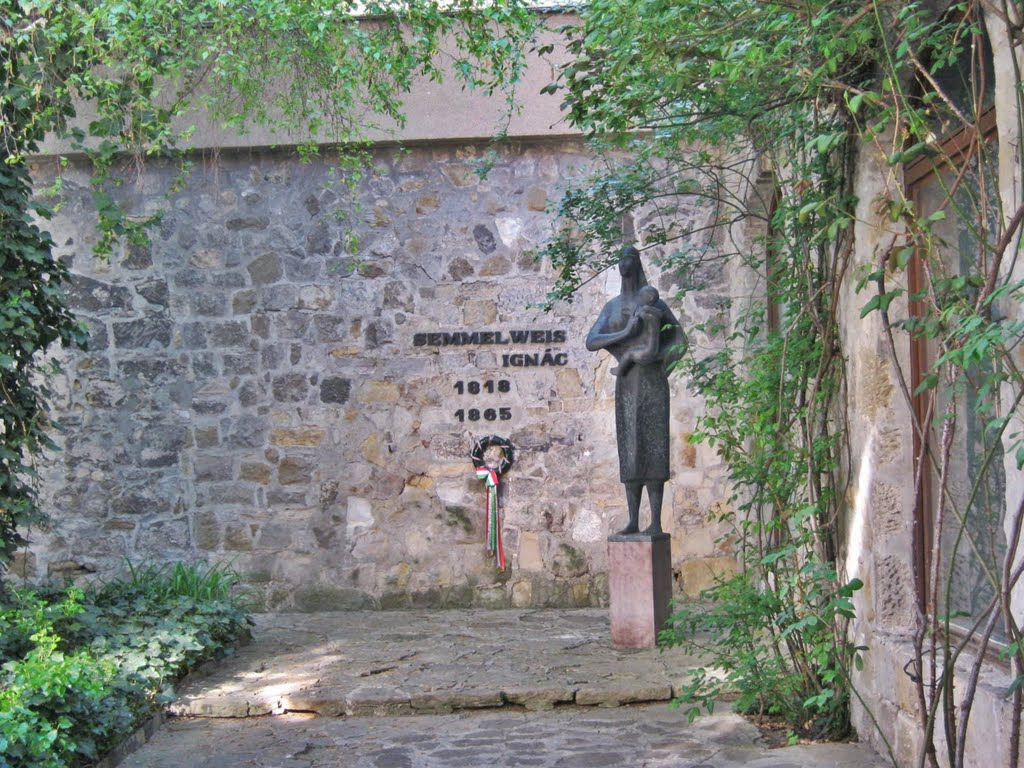
Semmelweis Ignác sírja a múzeum kertjében

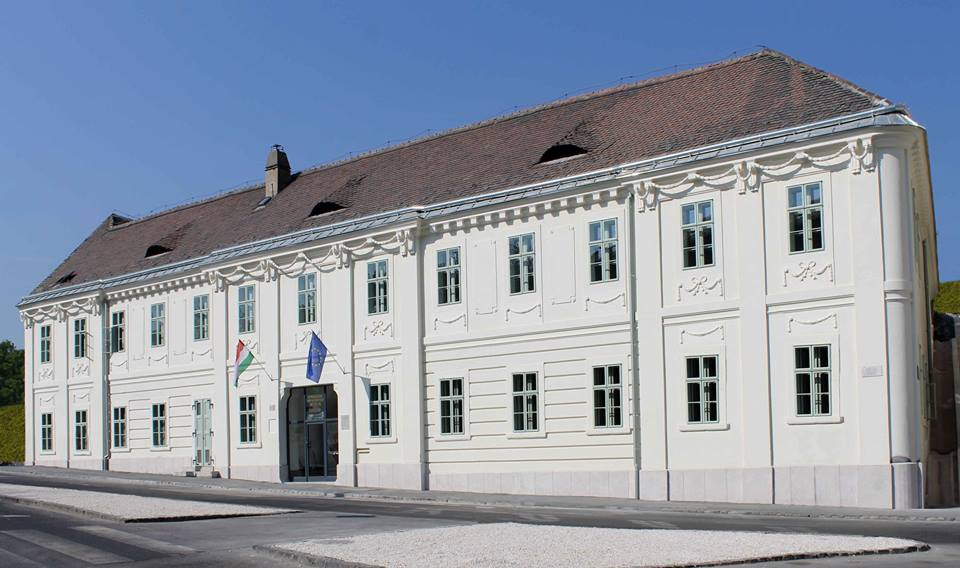
A SOM kiállítóhelye, Semmelweis szülőháza a Tabánban

A Semmelweis Orvostörténeti Múzeum, Könyvtár és Levéltár (SOM) célja a betegségek, a gyógyítás és a test történetével kapcsolatos eszközök, dokumentumok és műalkotások gyűjtése, feldolgozása, megőrzése, kutatása és hozzáférhetővé tétele a széles közönség számára, valamint Semmelweis Ignác tudományos jelentőségének feltárása és emlékének megőrzése. Az intézmény az orvostörténelmet az egyetemes történelem olyan részének tekinti, amely természettudományos, kulturális és művelődési jelenségek komplex vizsgálatával deríthető fel és mutatható be. Az orvostörténelem a múlt ismeretének újszerű, szokatlan, egyetemes és mindenki számára izgalmas területe.

## Története
Az Egészségügyi Minisztérium megbízásából Palla Ákos kezdte el egy orvostörténeti könyvgyűjtemény összeállítását és rendezését, amely Országos Orvostörténeti Könyvtár néven alakult meg, s első igazgatója is ő lett (1952-től).
A múzeumot a névadó szülőházában, a Tabán egyik régi épületében nyitották meg. 1965. augusztus 13-án, Semmelweis halálának centenáriumán avatták fel, alapítólevele is e napra datálódik.
2017 februárjától a Magyar Nemzeti Múzeum társintézményeként működik, Magyar Nemzeti Múzeum–Semmelweis Múzeum Orvostörténeti Könyvtár és Levéltár (MNM–SOMKL) néven.

### Semmelweis-emlékhely, szülőház
Semmelweis József fűszeres 1806-ban bérelte ki az épület (az ún. Meindl-ház) jobb oldali szárnyát, s nyitotta meg a Fehér Elefánthoz címzett vegyeskereskedését. Itt született 1818-ban, s lakott ötéves koráig fia, Semmelweis Ignác Fülöp. „Az 1906-ban emléktáblával megjelölt szülőház túlélte a Tabán felszámolását, de a II. világháború nem kímélte. A félig megsemmisült házat 1962–64 között állították helyre, illetve az elpusztult emeleti részt jól megkülönböztethetően múzeumi kiállítótérként tervezték újjá.”
A névadó 1963-as exhumálása (Kerepesi temető) után a következő évben, még a múzeum megnyitása előtt alakították ki végső nyugvóhelyét: „megtisztított csontjait 1964. október 15-én helyezték el a Semmelweis Orvostörténeti Múzeumban, szülőháza kertjében. A plasztikba foglalt maradványokat a múzeumi céllal rekonstruált és újjáépített épület udvari terméskőfalába építették be. A sírt csupán a tudós neve és születési, illetve halálozási dátuma jelzi. Előtte áll Borsos Miklós Anyaság című bronzszobra (1963), amelyet ugyanekkor lepleztek le ünnepélyesen.”

### Filiáléi
- Semmelweis Orvostörténeti Könyvtár és Adattár (1023 Budapest II., Török utca 12). Az 1927-ben neobarokk-rokokó stílusban emelt épületbe 1956 elején költözött a gyűjtemény.
- Arany Sas Patikamúzeum (1014 Budapest, Tárnok u. 18.). A budai várban található, nagy múltú gyógyszertárat 1966-ban csatolták a múzeumhoz.

## Díjai, elismerései
- Az Év Múzeuma 2010 (2011)
- Az Év Múzeumpedagógiai Programja (2012)
- A Semmelweis-doktrína az UNESCO Világemlékezet programjában (2013)
- Millenniumi Díj (2015)